# Stichoplastoris denticulatus
Stichoplastoris denticulatus é uma espécie de aranha pertencente à família Theraphosidae (tarântulas).